# Villanueva del Campillo
Villanueva del Campillo es un municipio de España perteneciente a la provincia de Ávila, en la comunidad autónoma de Castilla y León. Pertenece al partido judicial de Piedrahíta. En 2023 contaba con una población de 105 habitantes.

## Geografía
El municipio está situado en la Sierra de Ávila, al noroeste del Sistema Central. Ocupa fundamentalmente la cuenca alta del río Gamo, río que con sus diversos arroyos desemboca en el Tormes, y este vierte sus aguas a su vez en el Duero. Tiene una extensión de 46 km² y está situado a una altitud de 1454 m sobre el nivel del mar. La distancia desde la localidad hasta el puerto de Villatoro es de 7 km, por carretera local, y desde allí son 43 kilómetros los que le separan de la ciudad de Ávila circulando por la carretera nacional N-110. El pueblo limita al este con Vadillo de la Sierra, al sur con Villatoro y Casas del Puerto, al oeste con Bonilla de la Sierra y Tórtoles de la Sierra y al norte con Cabezas del Villar.
| Noroeste: Bonilla de la Sierra | Norte: Cabezas del Villar          | Noreste: Vadillo de la Sierra |
| Oeste: Bonilla de la Sierra    |                                    | Este: Vadillo de la Sierra    |
| Suroeste: Bonilla de la Sierra | Sur: Casas del Puerto de Villatoro | Sureste: Villatoro            |

Las cumbres más elevadas son el Cerro de Prado Redondo con 1635 m y el Cerro de Cabeza Mesá, con 1548 m; la zona más baja se encuentra a unos 1300 m, en el norte.
Dada la diferencia altimétrica, el clima está entre continental-mediterráneo frío y de montaña, según las zonas. La localidad está situada a una altitud de 1450 m s. n. m. En el término nacen además del río Gamo el río Margañán.

## Demografía
Villanueva del Campillo cuenta con una población de 101 habitantes (INE 2024).
| Gráfica de evolución demográfica de Villanueva del Campillo entre 1842 y 2021                                         |
| |
| Población de derecho según los censos de población del INE. Población de hecho según los censos de población del INE. |

|  |  |